# Anna Lewandowska (karateka)
Anna Lewandowska, nata Stachurska (Łódź, 7 settembre 1988), è una karateka, imprenditrice, nutrizionista e personal trainer polacca.
Ha vinto numerose medaglie nei campionati mondiali, europei e nazionali. È sposata con il calciatore Robert Lewandowski.

## Biografia
Lewandowska è nata il 7 settembre 1988 a Łódź da Bogdan Stachurski e sua moglie Maria. Si è laureata all'Accademia di Educazione Fisica di Varsavia, nel 2012.

### Carriera
Lewandowska è membro del Pruszkow Karate Club. Nel corso della sua carriera ha vinto tre medaglie ai campionati mondiali seniores, sei medaglie ai campionati europei in diverse categorie di età (tra cui due ai campionati europei seniores) e 29 medaglie ai campionati polacchi.
Nel settembre 2013, Lewandowska è diventata nutrizionista. Ha fondato il blog Healthy Plan by Ann, che fornisce consigli nutrizionali e programmi di allenamento.
Nel 2014 ha pubblicato il suo primo libro Żyj zdrowo i aktywnie z Anną Lewandowską ("Conduci una vita sana e attiva con Anna Lewandowska") in cui incoraggia i lettori a cambiare le proprie abitudini alimentari e offre ricette per numerosi piatti e esercizi preparati da lei stessa.
Nel 2016 è stata nominata direttrice delle Olimpiadi speciali polacche, un'organizzazione che fornisce supporto ai disabili mentali attraverso lo sport e sensibilizza la società sulle sfide che questo gruppo di persone deve affrontare. Nello stesso anno, ha lanciato il marchio Foods by Ann che vende snack salutari e integratori alimentari.
Nel 2019 è diventata conduttrice del programma televisivo Sztuki walki (Arti marziali) trasmesso nel programma televisivo mattutino Dzień Dobry TVN. Nello stesso anno ha lanciato il suo marchio di cosmetici Phlov.

## Vita privata
Il 22 giugno 2013, ha sposato Robert Lewandowski, famoso calciatore polacco, a Serock. Hanno avuto due figlie: Klara  e Laura.